# Petri Honkonen

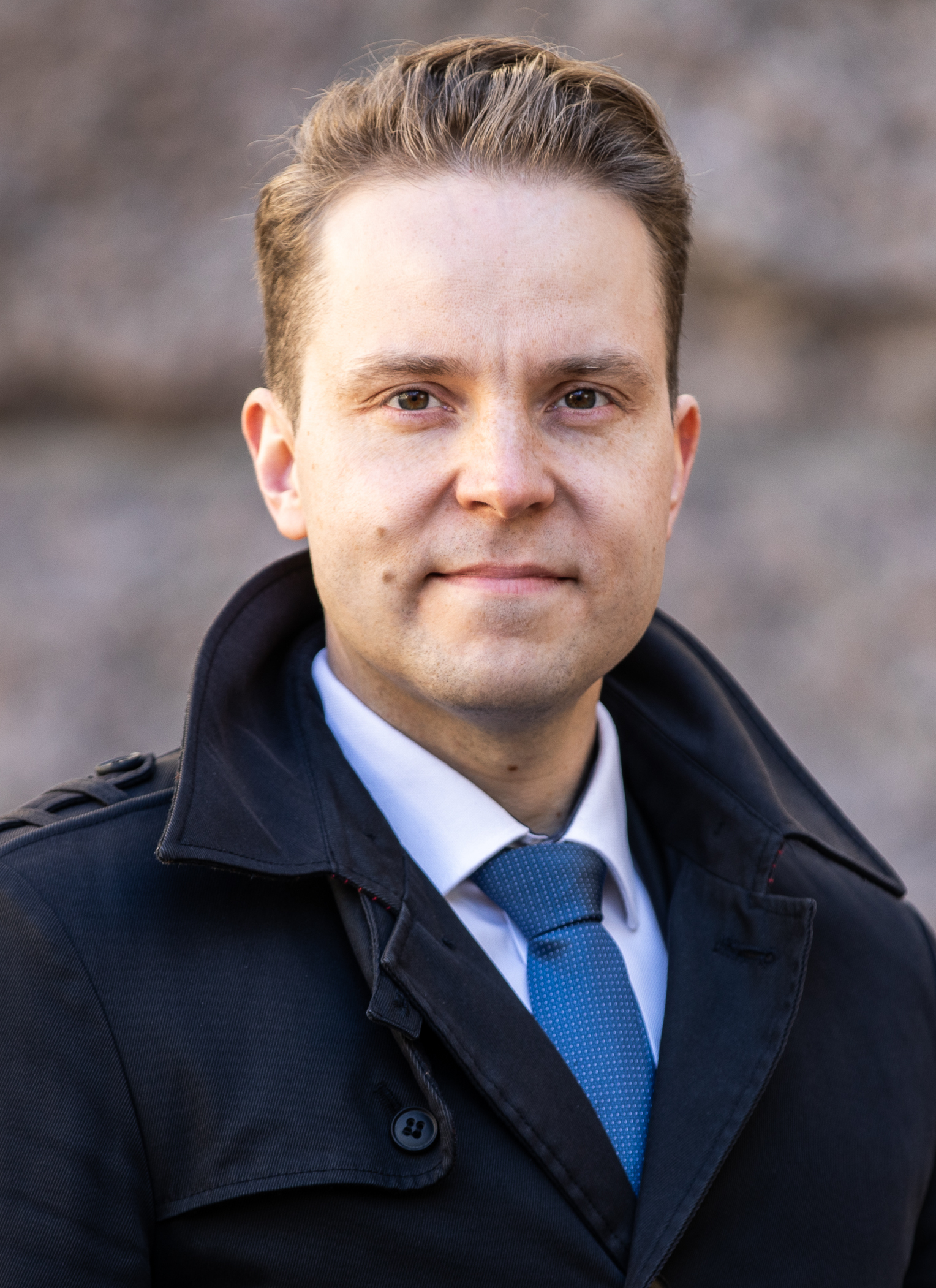
Petri Honkonen

Petri Erkki Olavi Honkonen (* 29. Juli 1987 in Pylkönmäki) ist ein finnischer Politiker der Zentrumspartei. Er war vom 29. April 2022 bis 20. Juni 2023 Minister für Kultur und Wissenschaft im Kabinett Marin.

## Leben
Honkonen hat ein Lehramtsstudium an der Universität Jyväskylä 2014 mit einem Master of Arts abgeschlossen. Seit der Parlamentswahl 2015 ist er als Abgeordneter des Wahlkreises Mittelfinnland Mitglied des finnischen Parlaments.